# Isla Darshan
La isla Darshan o Dashandao (en chino, 达山岛; pinyin, tài bùjiāo) es una isla de la provincia de Jiangsu, en la República Popular de China.
Dashandao se encuentra a 52 km de Lianyungang, y pertenece a la localidad de Qiansandao de la ciudad-prefectura de Lianyungang, en provincia de Jiangsu, China. La isla tiene un área de 0,115 km² y es una de las islas que pertenece al archipiélago de Qiansandao.
Qiansandao produce perlas de fama mundial, y es visitado por 150.000 turistas al año. Dashandao además un punto de base del mar territorial de China.